# Christoph Längle
Christoph Längle (20 de outubro de 1979) é um político austríaco que foi membro do Conselho Federal. Foi nomeado pelo parlamento estadual de Vorarleberga (Vorarlberger Landtag) como membro do Conselho Federal para o Partido da Liberdade da Áustria (FPÖ) em 2014. Em maio de 2019, deixou o Partido da Liberdade e atuou como membro independente do Conselho Federal desde então.